# Mugil cephalus
Il cefalo o volpina o muggine (Mugil cephalus Linnaeus, 1758), conosciuto comunemente come cefalo comune, è un pesce appartenente alla famiglia Mugilidae. La maturità sessuale viene raggiunta tra il 2º e il 3º anno di età, alla taglia di circa 30 cm per i maschi e di 35 cm per le femmine. Il periodo riproduttivo va da ottobre a dicembre.

## Denominazioni dialettali italiane e in lingue minoritarie
Il cefalo è conosciuto, nelle varie regioni e aree dello stato italiano, con termini diversi a seconda dei dialetti e lingue minoritarie:
| Regione              | Denominazione                                           |
| -------------------- | ------------------------------------------------------- |
| Emilia Romagna       | Mgiàto, Mégia, Siéolo, Zéval                            |
| Campania             | Capozzo, Cèfaro                                         |
| Marche               | Mugella, Baldigara,Testone                              |
| Liguria              | Carida, Musson, Müsau                                   |
| Puglia               | Ciefl, Garzalongo                                       |
| Toscana              | Muggine                                                 |
| Sicilia              | Mulettu                                                 |
| Veneto e Friuli V.G. | Zievolo, Cavolo, Botolo, Siègul, Siegoło                |
| Friuli               | Cieul, Vulpine                                          |
| Sardegna             | Pisch'e ponti, Pisc'e iscatta, Lissa, Muzzaru, Mugheddu |

## Distribuzione e habitat
Il suo areale è vastissimo, infatti vive in tutte le acque tropicali e temperate calde del mondo (distribuzione circumtropicale). In Europa è diffuso a nord fino al Golfo di Guascogna. 
È una specie eurialina, in grado di sopportare ampie variazioni di salinità, tanto che si ritrova regolarmente in acque marine, dolci o salmastre. È in grado di vivere anche in ambienti inquinati, infatti si trova frequentemente all'interno dei porti. Vive in banchi, abitudine propria soprattutto degli esemplari più giovani. Lo si incontra soprattutto dove ci siano fondi duri o manufatti, ma non disdegna neanche i fondi completamente molli, purché la profondità dell'acqua sia sufficientemente scarsa.

## Descrizione
Si presenta con un corpo quasi cilindrico, grandi squame, due pinne dorsali separate ed inserite a metà del dorso, pinne ventrali poco più indietro delle pettorali, bocca e denti piccoli. Il colore è grigio-azzurro superiormente, biancastro sul ventre con striature nere. Si riconosce facilmente dagli altri Mugilidae a causa della testa larga e massiccia e della palpebra trasparente che copre l'occhio, due caratteri assolutamente tipici della specie. Le sue dimensioni massime sono di 100 cm di lunghezza per circa 4,5 kg di peso.

## Alimentazione

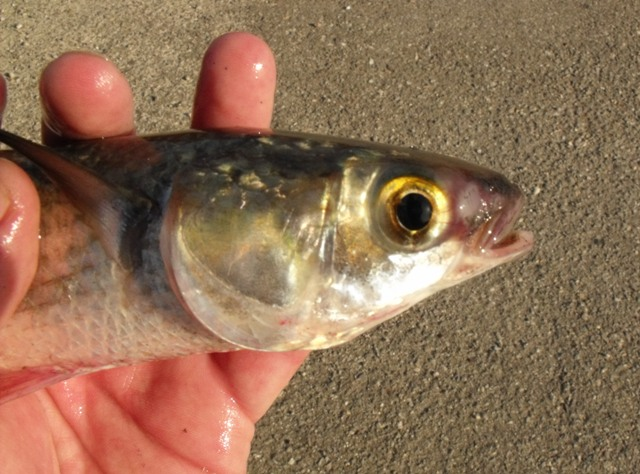
Particolare della testa

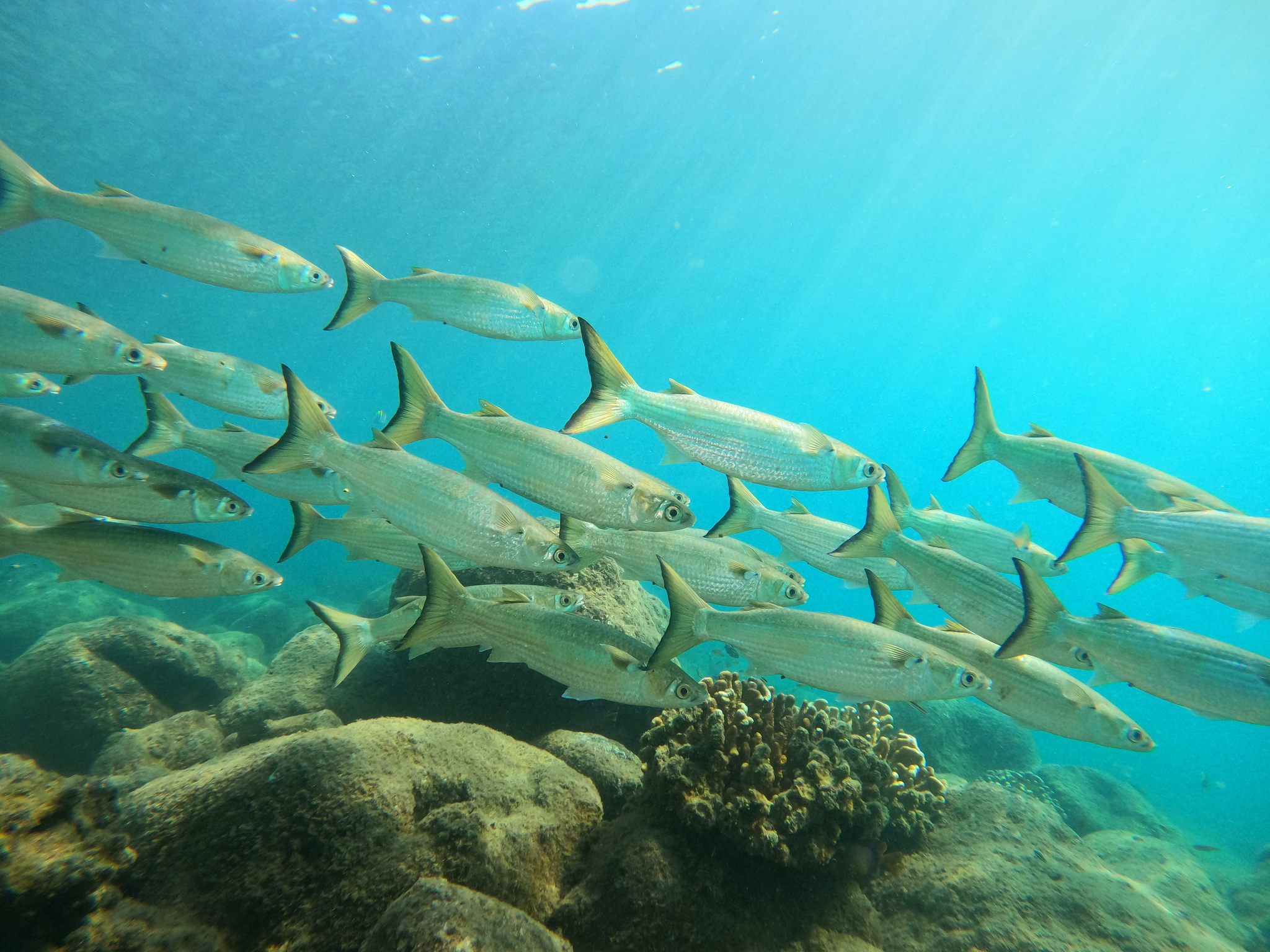
Banco di cefali

Si nutre di ogni tipo di invertebrato bentonico e anche di materiale organico in decomposizione. Si alimenta sul fondo anche se è comune incontrarlo in superficie.

## Riproduzione
La maturità sessuale viene raggiunta nelle acque interne al 2º anno di età dai maschi ed al 3° dalle femmine, seguita dal ritorno al mare. Il periodo riproduttivo va da ottobre a dicembre nel Mediterraneo ma il periodo può variare sensibilmente nelle varie parti dell'esteso areale della specie. L’accoppiamento avviene in gruppi composti solitamente da 1 femmina e 3-5 maschi; le uova fecondate, direttamente nella colonna d’acqua, vengono poi trasportate dalle correnti in quanto provviste di una goccia oleosa che ne facilita il galleggiamento (uova pelagiche). 
Le uova di 0,7 mm di diametro, danno vita a delle larve di 2,5 mm che crescono molto velocemente.

## Pesca
Per catturarlo in genere vengono usate esche come vermi, sardine spezzettate o impasti di pane, formaggio, pasta d'acciughe, bigattini, ecc. in varie proporzioni. La pesca professionale lo insidia sia con reti da posta che con nasse ed altre trappole. È uno dei pesci che più di frequente vengono pescati ed allevati nelle lagune costiere e nelle valli di pesca. Con le sue uova si prepara la bottarga di muggine.